# Старе Бистре
Старе Бистре (пол. Stare Bystre) — село в Польщі, у гміні Чорний Дунаєць Новотарзького повіту Малопольського воєводства.
Населення — 1717 осіб (2011).
У 1975-1998 роках село належало до Новосондецького воєводства.

## Демографія
Демографічна структура станом на 31 березня 2011 року:
|          | Загалом | Допрацездатний вік | Працездатний вік | Постпрацездатний вік |
| -------- | ------- | ------------------ | ---------------- | -------------------- |
| Чоловіки | 818     | 168                | 551              | 99                   |
| Жінки    | 899     | 186                | 514              | 199                  |
| Разом    | 1717    | 354                | 1065             | 298                  |